# Fontinalis howellii
Fontinalis howellii là một loài Rêu trong họ Fontinalaceae. Loài này được Renauld & Cardot mô tả khoa học đầu tiên năm 1888.